# ريتشارد والاس (عالم حاسوب)
ريتشارد والاس (بالإنجليزية: Richard Wallace)‏ (و. 1960  م) هو عالم حاسوب، ومهندس، وباحث في مجال الذكاء الاصطناعي أمريكي، ولد في بورتلاند، مين.

## التعليم
تعلم في جامعة كارنيغي ميلون
.